# 竹内鼎三
竹内 鼎三（たけうち ていぞう、嘉永5年（1852年）5月28日 - 1900年（明治33年）7月26日）は、明治期の実業家、政治家。衆議院議員。幼名・伴吉。

## 経歴
上野国勢多郡新川村（群馬県勢多郡新川村、南勢多郡新川村、新里村、勢多郡新里村を経て現桐生市）で、竹内小吉郎、なか の二男として生れ、1877年（明治10年）叔父・竹内文五郎が病死したため、その死籍を継承し鼎三と改名した。学問を好み、村塾で儒学を修め、渡辺真楫から治水造林を学んだ。
15歳で父に代わって公務に就き、小学校教員、同教頭を務めた。学務委員、村吏となり、1880年（明治13年）7月、群馬県会議員に選出され、1891年（明治24年）まで在任し、この間、常置委員、第4代副議長も務めた。自由民権運動に加わり、宮口二郎、野村藤太、高津仲次郎、中島祐八らと上毛政社（のち上毛民会）を結成し、国会開設運動、条約改正反対運動などに取り組んだ。
1892年（明治25年）2月、第2回衆議院議員総選挙（群馬県第1区、弥生倶楽部）で当選し、衆議院議員に1期在任した。
また、官有林を借りて不二山造林を行い、養蚕飼育、道路の改修、治山治水などに尽力した。
久米民之助の政治顧問に就任。台湾で鉱山事業などを展開したが、病となり1900年7月に台南の鳳山病院で死去した。

## 国政選挙歴
- 第1回衆議院議員総選挙（群馬県第1区、1890年7月、大同倶楽部）落選[8][1][2]
- 第2回衆議院議員総選挙（群馬県第1区、1892年2月、弥生倶楽部）当選[8]
- 第3回衆議院議員総選挙（群馬県第1区、1894年3月、自由党）次点落選[8]
- 第4回衆議院議員総選挙（群馬県第1区、1894年9月、自由党）次点落選[9]